# Rossella mortensi
Rossella mortensi är en svampdjursart som beskrevs av Burton 1928. Rossella mortensi ingår i släktet Rossella och familjen Rossellidae.
Artens utbredningsområde är havet kring Island. Inga underarter finns listade i Catalogue of Life.